# Amiga (entreprise)
Pour les articles homonymes, voir Amiga (homonymie).
Amiga Corporation était une entreprise américaine fondée en 1982 sous le nom Hi-Toro, basée à Santa Clara en Californie qui exerçait dans le domaine de l'informatique. Amiga est célèbre pour son ordinateur Amiga. Amiga Corp. est racheté en 1984 par Commodore International. Depuis 1996, Amiga, Inc. détient les propriétés intellectuelles de la marque Amiga.

## Description
Au départ, Hi-Toro est une petite entreprise fondée par Jay Miner, un ancien employé de chez Atari Inc.. Hi-Toro est financé à hauteur de 7 millions de dollars par 3 dentistes de Floride, des connaissances de Miner qui désiraient investir dans le secteur du divertissement interactif. Dès le départ, Miner veut créer un super ordinateur autour du Motorola 68000. Hi Toro est composé de deux divisions, la première développe et fabrique des accessoires pour consoles Atari Inc. comme le PowerStick et le JoyBoard, et la deuxième est chargée de développer l’ordinateur portant le nom de code « Lorraine »,. Pour se différencier de l'entreprise japonaise Toro, fabricant des tondeuses, Hi-Toro est renommé Amiga Corporation en 1982.
En 1984 la société se lance sur le marché des ordinateurs personnels, en présentant son propre ordinateur au Consumer Electronics Show de Chicago. Il comporte un processeur Motorola 68000, le même que sur son concurrent le Macintosh, est équipé de 128 Ko de mémoire vive et d'un lecteur de disquettes de 5.25 pouces. Le système d'exploitation créé par Amiga Corp., promet d'y inclure également d'autres systèmes d'exploitation du commerce tels que CP/M, MS-DOS et Unix,.
Des rumeurs circulent alors en 1984, disant que la société Atari serait intéressée par cette machine pour la vendre sous un autre nom. Dave Morse, directeur de Amiga Corp. affirme alors que cette machine sera vendue uniquement sous le nom Amiga. En septembre 1984, Commodore, qui est en difficulté économique à la suite d'une perte de 20,8 millions de dollars, rachète Amiga Corp. et compte sur cet achat pour la relance de ses activités, sur un marché des micro-ordinateurs alors dominé par Apple et IBM. Commodore fait ainsi son entrée sur le marché des ordinateurs 32 bits et prévoit de faire l'ordinateur Commodore Amiga un produit de masse,.